# Baldó
A Baldó német eredetű név, a bald- elemet tartalmazó germán nevek beceneve. A névelem jelentése: merész.

## Gyakorisága
Az 1990-es években szórványosan fordult elő, a 2000-es években nem szerepel a 100 leggyakoribb férfinév között.

## Névnapok
- február 27.[2]

## Híres Baldók
Wächter Baldó (lelkész, dob/vokál - Valami Más)